# Navy Occupation Service Medal
La Navy Occupation Service Medal est une décoration militaire délivrée par le département de la Défense de la marine des États-Unis aux personnels militaires pour les services rendus à la marine, au corps des marines et aux gardes-côtes lors de l'occupation de certains territoires par les ennemis des États-Unis à l'issue de la Seconde Guerre mondiale. La médaille a également été décerné après la guerre aux membres du personnel ayant participé aux forces d'occupation européenne et asiatique, ainsi que ceux ayant opéré à Berlin-Ouest entre 1945 et 1990.
Une seule Navy Occupation Service Medal est attribuée individuellement. La Army of Occupation Medal est son équivalent. Il n'était pas possible d'obtenir à la fois les médailles d'occupation de l'armée et de la marine.

## Description
Conçue par Adolph Weinman, la médaille représente Neptune chevauchant un hippocampe avec les inscriptions « Occupation Service ». Le revers a les mots « United States Navy » (ou « United States Marine Corps ») et est identique à la Dominican Campaign Medal.

## Dispositifs à ruban
La médaille est habilitée à deux agrafes de service: "Europe" et "Asia". Les agrafes sont rectangulaires avec une bordure en corde. Si éligible, les deux agrafes peuvent être portés sur la médaille. Les hommes ayant participé au moins 92 jours consécutifs au pont aérien de Berlin entre le 24 juin 1948 et le 12 mai 1949 sont autorisés à porter sur leur ruban le Berlin Airlift Device consistant en un avion miniature en or symbolisant l'opération aérienne,.

### AgrafeEurope
Les zones de service géographiques et les délais d’admissibilité suivants ont permis à un membre du service militaire de recevoir la médaille du service d’occupation de la Marine, munie d’une agrafe Europe,.
- Italie (8 novembre 1945 au 15 décembre 1947)
- Trieste (8 mai 1945 au 25 octobre 1954)
- Allemagne (8 mai 1945 au 5 mai 1955) (Berlin non compris)
- Autriche (8 mai 1945 au 25 octobre 1955)
- Berlin-Ouest (8 mai 1945 au 3 octobre 1990)

Le service entre le 9 mai et le 8 novembre 1945 ne peut être envisagé que si le membre du service a été décoré de la European-African-Middle Eastern Campaign Medal avant cette date,.[pas clair]

### AgrafeAsia
L'agrafe Asia était décerné pour tout service effectué à terre ou à bord de navires dans les zones de service géographiques et les périodes d'admissibilité suivantes,.
- Territoires japonais (2 septembre 1945 au 27 avril 1952)
- Corée et îles adjacentes (2 septembre 1945 au 27 avril 1952)

Le service effectué avant le 2 mars 1946 ne serait pas crédité pour l'admissibilité à la Navy Occupation Service Medal, à moins que le candidat ne soit déjà admissible à la Asiatic-Pacific Campaign Medal pour un service effectué avant le 2 septembre 1945,.[pas clair]
Un service postérieur au 27 juin 1950 et répondant aux critères de la Korean Service Medal ne peut être pris en compte pour la Occupation Service Medal.